# Ritual for the Whores
Ritual for the Whores ist ein Dokumentarfilm im Stil des Direct Cinema aus dem Jahr 2014 von Ulrike Zimmermann und Claudia Richarz. Der Film ist Teil einer dreiteiligen 76-minütigen Dokumentation der Performance-Beiträge der Konferenz Fantasies that matter: Images of Sexwork in Media and Art.

## Inhalt
Ritual for the Whores ist ein Performance-Format, das von Annie Sprinkle und Beth Stephens entwickelt wurde. Der Film zeigt eine Gruppenperformance sowie die Vorbereitungen darauf und gibt intime Einblicke in parallele Geschehnisse und Diskurse, die den Auftritt begleitet haben. 15 Personen, die sich zum Teil vorher nie begegnet waren, traten unter der Leitung von Annie Sprinkle auf die Bühne. Alle hatten eigene Requisiten, die sie der „Whore-Persona“, die sie verkörperten, zuordneten. Sie hatten Textbeiträge vorbereitet, die sich mit Kolonialisierung, Diskriminierung, Illegalisierung und Gewalt gegen Sexarbeiterinnen befassten. So spielte Annie Sprinkle ihren Teil als „Ecosexual Whore Madam“ auf einem Berg Erde. Der Film lässt die Performances weitgehend für sich stehen und verzichtet auf Kommentare.

## Hintergrund
„Was erzählt das Bild, das sich die Gesellschaft von Sexarbeit macht, über ihr Verhältnis zu Frauenarbeit, Sexualität und Sexualmoral, Gender, Migration und Armut?“ Diese Frage stellte sich die Konferenz Fantasies that matter. Images of Sexwork in Media and Art auf dem Internationalen Sommerfestival auf Kampnagel, welche in Zusammenarbeit mit dem Missy Magazine und der Körber Stiftung im August 2014 in Hamburg stattfand. Für die Konzeption waren Margarita Tsomou und Eike Wittrock verantwortlich.

## Gedenken
Die Konferenz wurde dem Gedenken an Tim Stüttgen gewidmet, der fiktiv als „Post Porn Politics Whore“ mitspielt. Dieser Name bezieht sich auf Stüttgens Publikation: Post, porn, politics: queer_feminist perspective on the politics of porn performance and sex_work as culture production.